# Kongsberg Gruppen
Pour les articles homonymes, voir Kongsberg (homonymie).
Kongsberg Gruppen est une entreprise norvégienne publique spécialisée dans la défense, avec des activités navales, aéronautiques et électroniques.
Kongsberg Gruppen se classait en 2023 au 61e rang mondial pour la production d'armement.

## Historique
En juillet 2018, Rolls-Royce annonce la vente de ses activités maritimes regroupant 3 600 employés à Kongsberg Gruppen.

## Production
Ce groupe produit, entre autres, des tourelles et des canons automatiques utilisés par plusieurs types de véhicules militaires dont le Stryker américain, des drones sous-marin (HUGIN).

## Projets
Kongsberg envisage en 2016 d'immerger à 200 m de profondeur un réseau de capteurs fixes communiquant sans fil entre eux et avec des navires ou plates-formes de forage pour leur permettre de suivre les mouvements d'iceberg (et de mesurer la taille de leur partie submergée).  L'objectif affiché est de faciliter l'exploitation pétrolière, industrielle et halieutique de l'Arctique en maitrisant mieux le risque pour réduire le risque de marées noires ou d'accident de navigation.
Mais les sonars acoustiques nécessaires émettent dans la bande des 10 à 15 kilohertz, qui recouvre la bande de fréquence utilisée par les dauphins et des baleines. Ceci suscite en 2016 une polémique. Les bioacousticiens comme Christopher Clark (de l'Université Cornell de New York) craignent une nouvelle aggravation de la pollution sonore sous-marine .